# Spoorlijn Kunming - Singapore

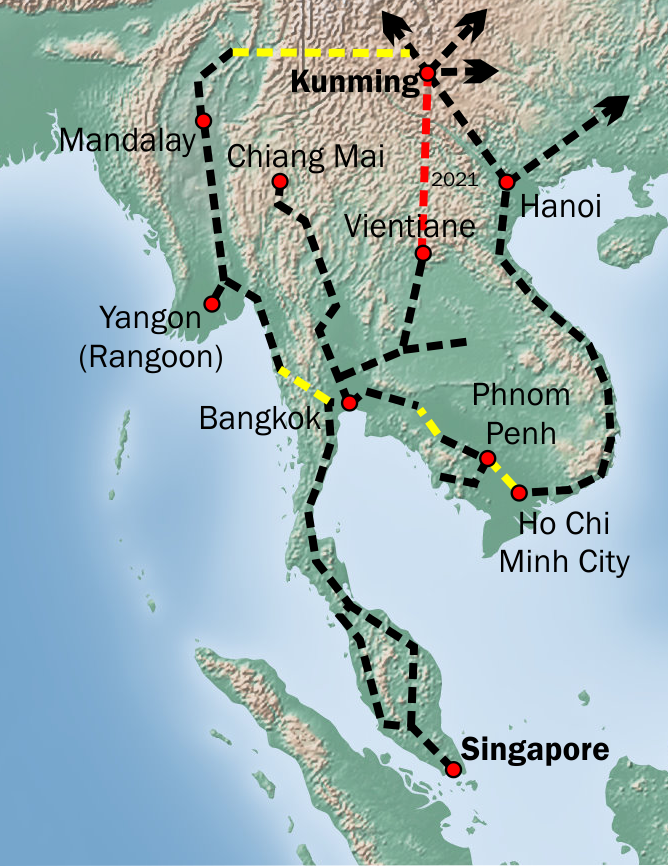
Overzicht van de voorgestelde verbindingen bij de spoorlijn Kunming - Singapore.

De Spoorlijn Kunming - Singapore is een geplande spoorlijn tussen de Chinese stad Kunming en Singapore; een traject van 3900 kilometer. Naar eerste verwachting ging de spoorlijn in 2020 in gebruik worden genomen. In 2017 waren de meest optimistische prognoses een ingebruikname in 2026.

## Geschiedenis
Plannen voor een spoorlijn tussen Kunming en Singapore bestaan al sinds begin 20e eeuw. In 1900 hadden Franse en Britse kolonisten al plannen voor een dergelijke spoorlijn, geïnspireerd door de kort daarvoor voltooide Trans-Siberische spoorlijn.
In 1904 – 1910 bouwden de Fransen de Yunnan-Vietnamspoorlijn, die Kunming verbond met Hanoi en Hải Phòng in Tonkin. In 1936 volgde de Noord-zuid spoorweg, eveneens gebouwd door Franse kolonisten. In 1918 werd de zuidelijke lijn van de Thaise Staatsspoorwegen verbonden met de westkustlijn van de Malaya, en vormde zo een meterspoor van Bangkok naar Singapore. De geplande spoorlijn van Singapore naar Kunming via Kuala Lumpur, Bangkok, Phnom Penh, Saigon en Hanoi werd echter nooit gerealiseerd, en de plannen werden in de ijskast gezet toen de Fransen en Britten zich terugtrokken uit Azië.
In 1995 werd er weer serieus gekeken naar plannen voor de spoorlijn, en werden meerdere mogelijke routes overwogen. In 2000 bood ASEAN aan een 5000 kilometer lange spoorlijn aan te leggen van Singapore naar Kunming, via dezelfde route als de lijn van Singapore naar Bangkok. De lijn zou tevens verdergaan via Phnom Penh en Saigon naar Hanoi in Vietnam. In 2004 stelden ASEAN en China een kortere route voor, via Myanmar (Birma).
In September 2010 discussieerde de Maleisische overheid over een hogesnelheidstrein tussen Penang, Kuala Lumpur en Singapore. Deze lijn zou ook het traject tussen Singapore en Kunming grotendeels overbruggen.

## Bouw
Het traject tussen Kunming en Yuxi werd afgewerkt in 1993, en kreeg een upgrade in 2016. Het is onderdeel van de spoorlijn Kunming–Yuxi–Hekou. Het tweede deel van het traject op Chinees grondgebied, de spoorlijn Yuxi–Mohan over een lengte van 507 km werd aangelegd tussen 2015 en 2021 en werd op 3 december 2021 in gebruik genomen.  Bij het Chinese grensstadje Mohan wordt de landsgrens met Laos gekruist waar in het grensdorpje Boten de spoorlijn Boten-Vientiane aansluit, en de verbinding verzorgt met de hoofdstad van Laos, Vientiane.  Dit traject met een lengte van 422 km werd aangelegd tussen 2016 en 2021 en werd eveneens op 3 december 2021 in gebruik genomen. Vanwege het bergachtige terrein waar de spoorlijn doorheen moest, waren 167 bruggen en 75 tunnels nodig. Tijdens het aanleggen van de spoorlijn werden nog blindgangers uit de Vietnamoorlog gevonden. Op 13 april 2023 werd de grensoverschrijdende passagiersdienst tussen Kunming en Vientiane via de Kunming-Yuxi, Yuxi-Mohan, en Boten-Vientiane spoorwegcorridors in gebruik genomen.
Van Vientiane naar Thailand over de Mekong is een nog ontbrekend traject van circa 20 kilometer.  Op het grondgebied van Laos is er wel het treinstation Thanaleng, in het dorpje Dongphosy op de noordelijke oever van de Mekong. De grensovergang tussen Laos en Thailand van daar met de oversteek van de Mekong wordt gefaciliteerd door de Eerste Thais-Laotiaanse Vriendschapsbrug, en zorgt met de verbinding naar de Thaise grensstad Nong Khai. Op Thais grondgebied wordt de hogesnelheidslijn Bangkok–Nong Khai verwacht afgewerkt te worden in 2028.  Deze zal dan de huidige noordoostelijke klassieke lijn vervangen.  In Bangkok loopt het traject verder zuidwaarts over de zuidelijke lijn tot Hat Yai, en vandaar langs een aftakking tot Padang Besar, de grens met Maleisië.   Vandaar loopt over het grondgebied van Maleisië de KTM westkust-spoorlijn tot het Woodlands Train Checkpoint treinstation in Singapore.

## Gebruik
Als de spoorlijn in gebruik genomen wordt, zal de reistijd tussen Singapore en Kunming 10 uur bedragen. Tegenwoordig is die reistijd nog 72 uur. Naar verwachting zal de lijn vooral worden gebruikt voor vrachtvervoer en toeristische doeleinden. De spoorlijn zal tevens China's economische banden met Zuidoost-Azië verbeteren.